# Fissidens incertus
Fissidens incertus là một loài Rêu trong họ Fissidentaceae. Loài này được Thér. & P. de la Varde mô tả khoa học đầu tiên năm 1917.